# Leo Hayter
Leo Hayter (* 10. srpna 2001) je britský profesionální silniční cyklista jezdící za UCI WorldTeam Ineos Grenadiers.

## Kariéra
Jako junior v roce 2019 Hayter vyhrál závody Omloop van Borsele a Trofee van Vlaanderen. V roce 2021 vyhrál jednodenní závod Lutych–Bastogne–Lutych Espoirs. V roce 2022 Hayter vyhrál 2 etapy za sebou a celkové pořadí na Giru Ciclisticu d'Italia. Na začátku srpna 2022 bylo oznámeno, že Hayter podepsal tříletý kontrakt s týmem Ineos Grenadiers od roku 2023 a že zbytek sezóny 2022 v týmu stráví jako stážista. Jeho kariéru výrazně zbrzdily jeho psychické problémy.

## Osobní život
Jeho starší bratr Ethan Hayter je též profesionálním cyklistou a reprezentuje barvy stejného týmu, Ineos Grenadiers, k němuž se připojil v roce 2020. 16. srpna 2024 Leo zveřejnil blog, na kterém sdělil, že se posledních 5 let vypořádával s psychickými problémy a že si nemyslí, že je reálné jeho pokračování v týmu.

## Hlavní výsledky

### Silniční cyklistika
2018
Junior Tour of Wales
2. místo celkově
vítěz prologu
2019
vítěz Trofee van Vlaanderen
vítěz EPZ Omloop van Borsele
2. místo E3 BinckBank Classic Junioren
4. místo Kuurne–Brusel–Kuurne Juniors
Mistrovství světa
8. místo časovka juniorů
2020
Ronde de l'Isard
vítěz 3. etapy (TTT)
2021
Národní šampionát
 vítěz časovky do 23 let
3. místo silniční závod do 23 let
vítěz Lutych–Bastogne–Lutych Espoirs
Tour de Bretagne
vítěz 2. etapy
2022
Národní šampionát
 vítěz časovky do 23 let
Giro Ciclistico d'Italia
 celkový vítěz
vítěz etap 2 a 3
2. místo Trofeo Città di Meldola
Mistrovství světa
 3. místo časovka do 23 let
Tour du Rwanda
10. místo celkově
2023
Settimana Internazionale di Coppi e Bartali
5. místo celkově

### Dráhová cyklistika
2019
Mistrovství Evropy juniorů
 vítěz týmové stíhačky
 3. místo individuální stíhačka